# Léopold Hervieux
Pour les articles homonymes, voir Hervieux.
Léopold Hervieux, né le 10 mars 1831 à Elbeuf (Seine-Maritime) et mort le 29 mars 1900 à Paris, est un avocat, écrivain et homme politique français. 
En 1884, il obtient le prix Jules-Janin décerné par l'Académie française.

## Biographie
Après avoir fait études à Elboeuf et réalisé son Droit à Paris, il s'inscrit au barreau de Paris où il plaide plusieurs affaires. Par la suite, il devient agrée au tribunal de commerce. Devenu conseiller municipal en 1884, il le reste jusqu'à 1890.

## Publications
- Fables de Phèdre, 1884Prix Jules-Janin.
- Les fabulistes latins depuis le siècle d'Auguste jusqu'à la fin du Moyen Âge, Paris, Firmin Didot